# Corps étranger

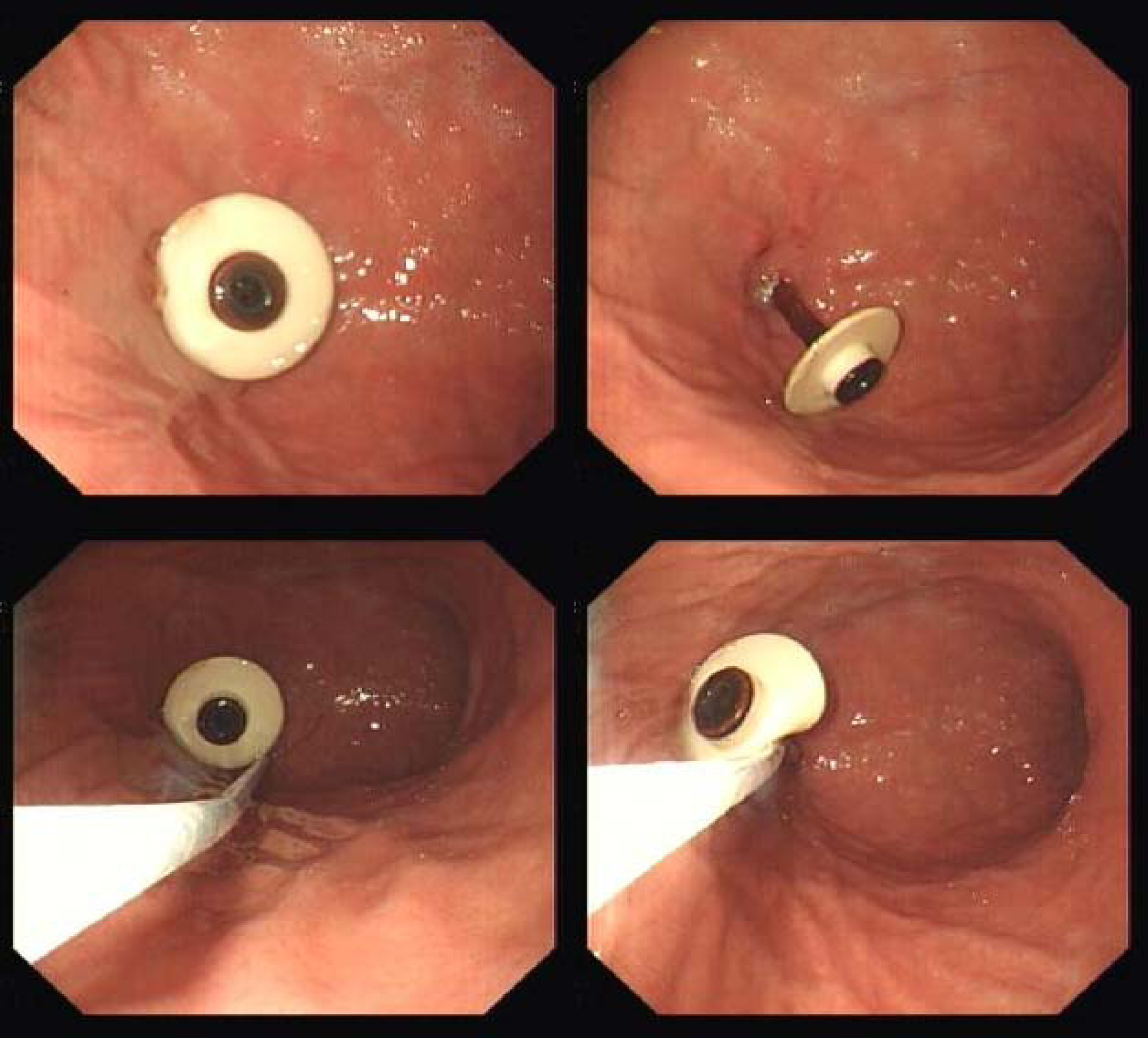
Retrait d'un corps étranger planté dans la paroi de l'estomac.

Un corps étranger est un objet de taille supérieure au millimètre et qui a pénétré le corps humain. Sa composition est très variable : bois ou métal pour une écharde, graviers ou gravillons, objets usuels, etc. En ce sens, le piercing est l'utilisation à but esthétique de l'insertion d'un corps étranger (acier chirurgical le plus souvent).
Le contexte où ils se retrouvent est aussi varié. Les accidents domestiques ou de la route, les blessures et les plaies de manière générale ainsi que les pratiques sexuelles peuvent mener à l'acquisition d'un corps étranger, volontaire ou non.